# Amtsgericht Werdau
Das Amtsgericht Werdau war ein Gericht der ordentlichen Gerichtsbarkeit und ein Amtsgericht in Sachsen mit Sitz in Werdau.

## Geschichte
In Werdau bestand bis 1879 das Gerichtsamt Werdau als Eingangsgericht. Im Rahmen der Reichsjustizgesetze wurden 1879 im Königreich Sachsen die Gerichtsämter aufgehoben und Amtsgerichte, darunter das Amtsgericht Werdau, geschaffen. Der Gerichtssprengel umfasste Werdau, Beiersdorf, Chursdorf, Gospersgrün bei Werdau, Grobsdorf (sächsischer Anteil), Hartmannsdorf bei Werdau, Hilbersdorf (sächsischer Anteil), Kleinbernsdorf bei Werdau, Kleinrußdorf, Königswalde mit Sorge, anteilig, Langenbernsdorf mit Weidmannsruhe, Langenhessen, Lengefeld bei Werdau (sächsischer Anteil), Leubnitz, Liebschwitz, Lietzsch, Loitzsch, Neudeck (sächsischer Anteil), Niebra, Niederalbertsdorf, Oberalbertsdorf, Pösneck, Reuth bei Werdau, Rückersdorf (sächsischer Anteil), Ruppertsgrün bei Werdau, Seelingstädt, Steinpleis (Ober- und Unter-) mit Pleißenhaus, Sorge (anteilig), Weißenbrunn und den Vorhäusern, Stöcken, Stöcken (Trünziger Anteil), Taubenpreskeln, Trünzig, Walddorf, Wolframsdorf und Zwirtzschen sowie die Forstreviere Langenbernsdorf und Neudeck. Das Amtsgericht Werdau war eines von 16 Amtsgerichten im Bezirk des Landgerichtes Zwickau. Der Amtsgerichtsbezirk umfasste danach 26.794 Einwohner. Das Gericht hatte damals zwei Richterstellen und war ein mittelgroßes Amtsgericht im Landgerichtsbezirk.
Mit den Durchführungsbestimmungen zur Vereinfachung der Gerichtsorganisation im Land Sachsen vom 28. Mai 1951 zur Verordnung vom 5. Mai 1951 wurde das Amtsgericht Werdau zum Zweiggericht herabgestuft. Mit dem Gerichtsverfassungsgesetz vom 2. Oktober 1952 wurden das Amtsgericht Werdau in der DDR aufgehoben und das Kreisgericht Werdau an seiner Stelle eingerichtet. Gerichtssprengel war nun der Kreis Werdau.

## Gerichtsgebäude
Das Amtsgericht nutzte das 1908–1909 erbaute Gerichtsgebäude (Zwickauer Straße 19), heute Grundbuchamt. Es handelt sich um ein im Reformstil der Zeit um 1910 erbautes Gebäude. Es ist ortsgeschichtlich und baugeschichtlich von Bedeutung und steht daher unter Denkmalschutz.